# 내도항 (하동군)
내도항은 경상남도 하동군 금성면 갈사리에 있는 어항이다. 2002년 7월 8일 어촌정주어항으로 지정하여 관리하고 있다. 시설관리자는 하동군수이다.

## 어항 연혁
- 1933년경 간척매립하기 전에는 갈도섬 중에도 또 섬이었다. 마을 생긴 형극이 사람이 양팔을 벌려 마을 앞의 한 섬을 안고 있는 것처럼 보여 안섬이라고 불린 데에서 유래되었다.

## 어항 구역
본 항의 어항구역은 다음과 같다.
- 수역: 기존선착장에서 제방측 선착장까지 연결한 선내수역

## 어항 시설
- 선착장 110m

## 기본 계획
- 선착장 110m, 물양장 50m, 호안 60m

## 주요 어종
- 전어, 숭어, 굴